# 宋史质
《宋史質》，100卷，明代王洙撰。

## 概要
《宋史質》是《宋史》的重修，旨在主張明朝繼承宋朝的正統，而將遼朝、金朝皆列為外國傳。元朝稱霸中國以來盡削年號，稱之為元某某年。並以閏紀而非本紀來紀載，稱呼元朝諸帝本名而非廟號。另外要說明的是將朱元璋起義的元七十三年稱為大明元年，後在朱元璋稱吳王的元八十五年稱為吳元年。反應了明朝時期士人對於非漢族政權的敵視，以及民族主義的呈現。

## 內容

### 本纪
- 卷1 本纪第1 太祖一
- 卷2 本纪第2 太祖二
- 卷3 本纪第3 太宗
- 卷4 本纪第4 真宗
- 卷5 本纪第5 仁宗
- 卷6 本纪第6 英宗、神宗、哲宗
- 卷7 本纪第7 徽宗、欽宗
- 卷8 本纪第8 高宗
- 卷9 本纪第9 孝宗
- 卷10 本纪第10 光宗、寧宗
- 卷11 本纪第11 理宗
- 卷12 本纪第12 度宗、恭帝、端宗、帝昺
- 卷13 閏纪第13 胡元上、胡元下

### 列傳
- 卷14 列傳第1 后德上
- 卷15 列傳第2 后德下
- 卷16 列傳第3 外戚
- 卷17 列傳第4 宗室一
- 卷18 列傳第5 宗室二
- 卷19 列傳第6 宗室三
- 卷20 列傳第7 死節
- 卷21 列傳第8 公主
- 卷22 列傳第9 宰執一
- 卷23 列傳第10 宰執二
- 卷24 列傳第11 宰執三
- 卷25 列傳第12 宰執四
- 卷26 列傳第13 宰執五
- 卷27 列傳第14 宰執六
- 卷28 列傳第15 宰執七
- 卷29 列傳第16 相業一
- 卷30 列傳第17 相業二
- 卷31 列傳第18 相業三
- 卷32 列傳第19 相業四
- 卷33 列傳第20 直臣一
- 卷34 列傳第21 直臣二
- 卷35 列傳第22 直臣三
- 卷36 列傳第23 直臣四
- 卷37 列傳第24 文臣一
- 卷38 列傳第25 文臣二 儒林
- 卷39 列傳第26 文臣三 儒林
- 卷40 列傳第27 文臣四 文苑
- 卷41 列傳第28 文臣五 文苑
- 卷42 列傳第29 文臣六 文苑
- 卷43 列傳第30 文臣七 文苑
- 卷44 列傳第31 文臣八 文苑
- 卷45 列傳第32 文臣九 文苑
- 卷46 列傳第33 文臣十 文苑
- 卷47 列傳第34 吏治一
- 卷48 列傳第35 吏治二、循吏
- 卷49 列傳第36 使事
- 卷50 列傳第37 功臣一
- 卷51 列傳第38 功臣二
- 卷52 列傳第39 功臣三
- 卷53 列傳第40 將才一
- 卷54 列傳第41 將才二
- 卷55 列傳第42 將才三
- 卷56 列傳第43 邊將一
- 卷57 列傳第44 邊將二
- 卷58 列傳第45 邊將三
- 卷59 列傳第46 君子一
- 卷60 列傳第47 君子二
- 卷61 列傳第48 君子三
- 卷62 列傳第49 君子四
- 卷63 列傳第50 忠義一
- 卷64 列傳第51 忠義二
- 卷65 列傳第52 忠義三
- 卷66 列傳第53 忠義四
- 卷67 列傳第54 忠義五
- 卷68 列傳第55 忠義六
- 卷69 列傳第56 忠義七
- 卷70 列傳第57 忠義八
- 卷71 列傳第58 忠義九
- 卷72 列傳第59 忠義十
- 卷73 列傳第60 孝義、烈女、節婦
- 卷74 列傳第61 卓行
- 卷75 列傳第62 隱逸
- 卷76 列傳第63 小人一
- 卷77 列傳第64 小人二
- 卷78 列傳第65 小人三
- 卷79 列傳第66 小人四
- 卷80 列傳第67 小人五
- 卷81 列傳第68 權奸
- 卷82 列傳第69 佞倖
- 卷83 列傳第70 叛臣
- 卷84 列傳第71 降臣
- 卷85 列傳第72 世家一
- 卷86 列傳第73 世家二
- 卷87 列傳第74 方技
- 卷88 列傳第75 宦者
- 卷89 列傳第76 夷服

### 志
- 卷90 志第1 天文、五行
- 卷91 志第2 律曆
- 卷92 志第3 地理、河渠
- 卷93 志第4 禮
- 卷94 志第5 樂、儀衛、輿服
- 卷95 志第6 選舉、職官、食貨
- 卷96 志第7 刑法、藝文

### 附錄
- 卷97 道統一
- 卷98 道統二
- 卷99 道統三
- 卷100 道統四

## 評價
清朝政府编修的《四庫總目提要》說《宋史質》「荒唐悖謬，縷指難窮，自有史籍以來，未有病狂喪心如此人者。其書可焚，其版可斧，其目本不宜存。然自明以來，印本已多，恐其或存於世，熒無識者之聽，為世道人心之害，故辭而辟之，俾人人知此書為狂吠，庶邪說不至於誣民焉。」明貶暗褒，使本書得以保存。